# 勞士·施羅孚
勞士·施羅孚，BBS，MBE，(Rusy Motabhoy Shroff，1917年8月23日—2017年11月23日)於孟買出生、香港長大的巴斯人，1923年來到香港，香港商人，慈善家。

## 生平
1946年，勞士·施羅孚與第一任妻子J·H·律敦治之幼女傅麗儀（Freni Ruttonjee）結婚及開始接手家族生意。傅麗儀於1953年死於癌症後，遂協助岳丈J.H.律敦治於1956年成立了「傅麗儀療養院」。勞士施羅孚現仍出任香港防癆會副會長。第二任妻子為施羅孚夫人(Purviz Ruby Shroff)，施羅孚夫婦亦熱心慈善工作，贊助多項慈善機構活動，擔任多項公職如香港防癆心臟及胸病協會委員，施羅孚夫婦於2008年成立了「香港防癆會勞士施羅孚牙科診所」。施羅孚夫婦的獨子沙偉·施羅孚（Zarir Rusy Shroff）於1991年瑞士意外身亡，他們捐輸律敦治醫院建立新病院，及2010年於傅麗儀護理安老院作第二期擴建工程，新翼命名為「沙偉施羅孚翼」已作紀念兒子。由於多年熱心慈善工作，於1995年及2006年獲頒授大英帝國員佐勳章及銅紫荊星章。商業上施羅孚夫婦為律敦治繼業有限公司的永遠董事，持有中環都爹利街11號律敦治中心第一期律敦治大廈及第二期帝納大廈。公司亦為香港印度商會成員。
2017年11月23日，勞士·施羅孚與世長辭，享年100歲。

## 名下馬匹
施羅孚夫婦亦為香港賽馬會資深馬主，擁有多匹賽駒，包括「凱旋皇子」、「凱旋至尊」、「飛馬皇子」、「瑞士寶」、「飛馬王子」、「寶貝王子」、「飛躍王子」、「皇者拍檔」、「皇者勝利」等等。

## 外部連結
- Rusy M. Shroff : Global NRI for Dec. -'97